# هومبيرتو ماورو
هومبيرتو ماورو (بالبرتغالية: Humberto Mauro‏) هو كاتب سيناريو ومصور ومخرج وممثل برازيلي، ولد في 30 أبريل 1897 في البرازيل، وتوفي بنفس المكان في 5 أكتوبر 1983.

## وصلات خارجية
- هومبيرتو ماورو على موقع IMDb (الإنجليزية)
- هومبيرتو ماورو على موقع ألو سيني (الفرنسية)
- هومبيرتو ماورو على موقع أول موفي (الإنجليزية)
- هومبيرتو ماورو على موقع قاعدة بيانات الفيلم (الإنجليزية)
- هومبيرتو ماورو على موقع كينوبويسك (الروسية)